# 三氟甲基

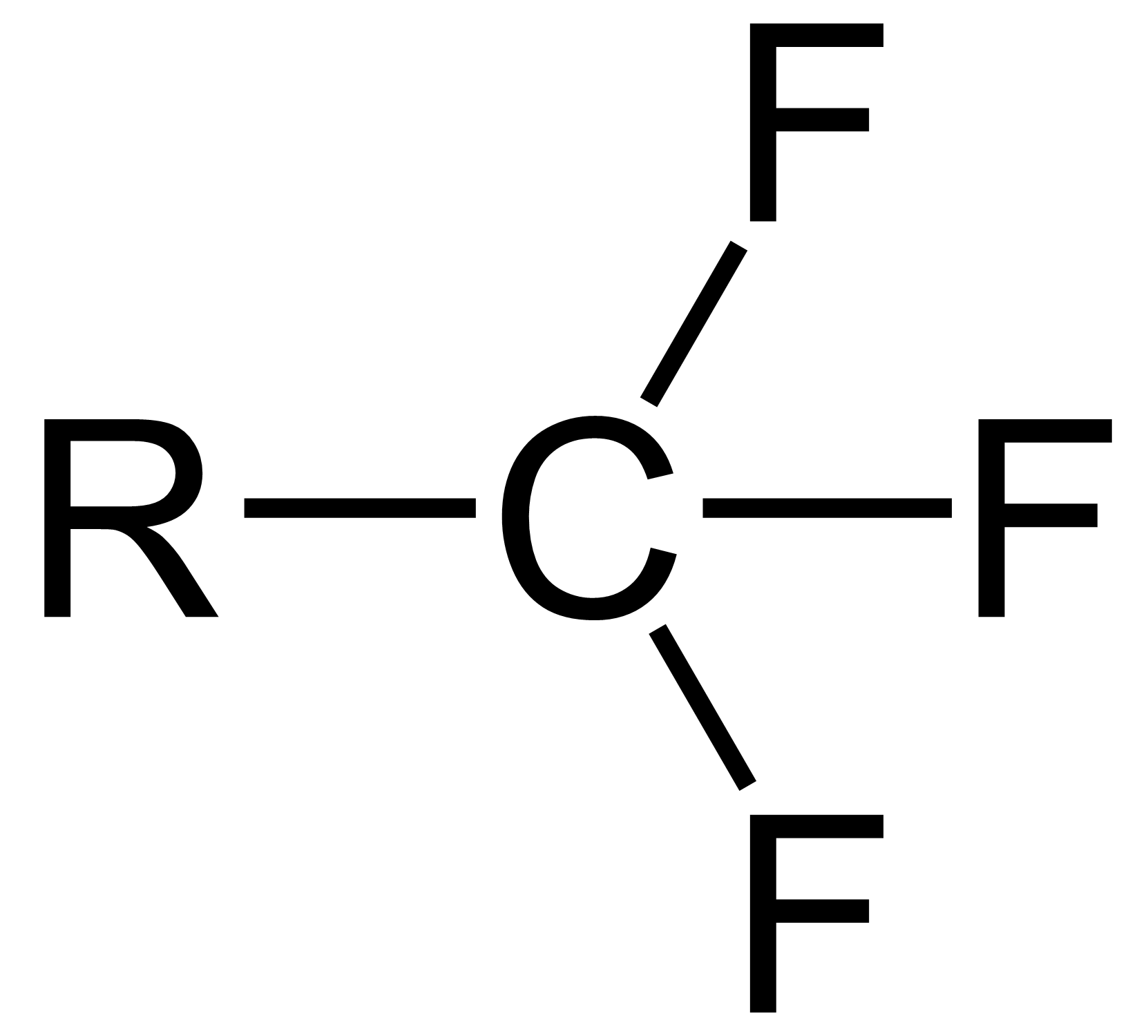
三氟甲基

三氟甲基（英语：trifluoromethyl）是一個有機氟化合物的官能团，化学式为-CF3。為氟原子取代甲基（-CH3）上的所有氫原子而成。三氟甲基聚集高電负性，一般認為介于在氟(4.0)和氯(3.0)之間。因此，带有三氟甲基的化合物通常是强酸，比如三氟甲磺酸和三氟乙酸。在化學合成時，可能可以在有機化合物加入三氟甲基官能基以降低鹼度，或賦予獨特的溶劑性質（例如三氟乙醇）。
三氟甲基官能基存在于某些藥品、毒品和非生物合成氟碳化合物中。藥用三氟甲基從1928年開始被利用，但是在1940年代中葉，相關研究才興盛起來。 三氟甲基經常用作生物電子等離子體來替代氯或甲基來製備衍生物。它可以用於調整先导化合物的构型和電子性質，或保護活性甲基免受代謝氧化。含有三氟甲基的药物中，有一些知名藥物，例如依法韋侖（Sustiva，一种HIV反轉錄酶抑製劑）、氟西汀（Prozac），以及塞來昔布（Celecoxib）等。

## 合成
合成三氟甲基官能基有很多方法。羧酸可以通過用四氟化硫和三鹵代甲基化合物處理轉化成為三氟甲基，特別是三氟甲基醚和三氟甲基芳烴，可以通過用三氟化銻處理轉化成为三氟甲基化合物/五氯化銻（Swarts反應）。另外一种方式是利用三氟甲基芳烴的芳基碘與三氟甲基銅的反應。此外，三氟甲基羰基和酮類則可以通过醛和酯與Ruppert試劑的反應來製備。

## 三氟甲氧基
与它相關的官能團是三氟甲氧基（-OCF3）。具有該官能团的化合物在作為藥物上具有相關性，如利魯唑。